# Campionato africano maschile di pallacanestro 1978
Il 9º Campionato Africano Maschile di Pallacanestro FIBA si è svolto dal 24 dicembre 1977 al 1º gennaio 1978 a Dakar in  Senegal. Il torneo è stato vinto dal Senegal, padrone di casa.
I Campionati africani maschili di pallacanestro sono una manifestazione disputata dalle squadre nazionali del continente, organizzata dalla FIBA Africa, all'epoca AFABA.

## Squadre partecipanti
| Gruppo A                                                   | Gruppo B                                  |
| ---------------------------------------------------------- | ----------------------------------------- |
| - Costa d'Avorio - Gambia - Mauritania - Nigeria - Senegal | - Egitto - Libia - Marocco - Sudan - Togo |

## Classifica finale
| Campione d'Africa                                                     | Campione d'Africa | Campione d'Africa |
| --------------------------------------------------------------------- | ----------------- | --- |
| Senegal Template:Senegal di pallacanestro ai campionati africani 1978 |                   | |
| Argento                                                               | Costa d'Avorio    | Costa d'AvorioBah, Bilé, Bogui, Dié, Diop, Djadji, Elloh, Koré, Kouadio, Maïga, Sissoko, Yoro, All. -                             |
| Bronzo                                                                | Egitto            | Template:Egitto di pallacanestro ai campionati africani 1978                                                                      |
| 4.                                                                    | Sudan             | Template:Sudan di pallacanestro ai campionati africani 1978                                                                       |
| 5.                                                                    | Marocco           | MaroccoAouad, Bouazzaoui, Mezouari, Tahori, Alaoui, Hatim, Huquet, Houari, Siwane, Yassir, Achad, Choukry, All. Jean-Paul Rebatet |
| 6.                                                                    | Nigeria           | Template:Nigeria di pallacanestro ai campionati africani 1978                                                                     |
| 7.                                                                    | Mauritania        | Template:Mauritania di pallacanestro ai campionati africani 1978                                                                  |
| 8.                                                                    | Togo              | Template:Togo di pallacanestro ai campionati africani 1978                                                                        |
| 9.                                                                    | Gambia            | Template:Gambia di pallacanestro ai campionati africani 1978                                                                      |
| 10.                                                                   | Libia             | Template:Libia di pallacanestro ai campionati africani 1978                                                                       |